# Rafael Zaldívar
Rafael Zaldívar (San Alejo, El Salvador, 1834 – París, Francia, 2 de marzo de 1903) fue un médico y político salvadoreño. Fue Presidente de El Salvador del 1 de mayo de 1876 al 6 de abril de 1884 y después del 21 de agosto del mismo año hasta el 14 de mayo de 1885.

## Biografía
Fue nombrado vicerrector de la Universidad de El Salvador en el 9 de enero de 1866 y el 5 de mayo de 1866, fue nombrado catedrático de Cirugía, Clínica Quirúrgica y Materia Médica y sirvió con ese cargo desde el 7 de mayo de 1866, y  Diplomático en Prusia como Ministro Plenipotenciario en 1869, ocupó en 1870 los Ministerios de Instrucción Pública y de Guerra al tiempo que presidía la Asamblea Legislativa.

### Presidencia

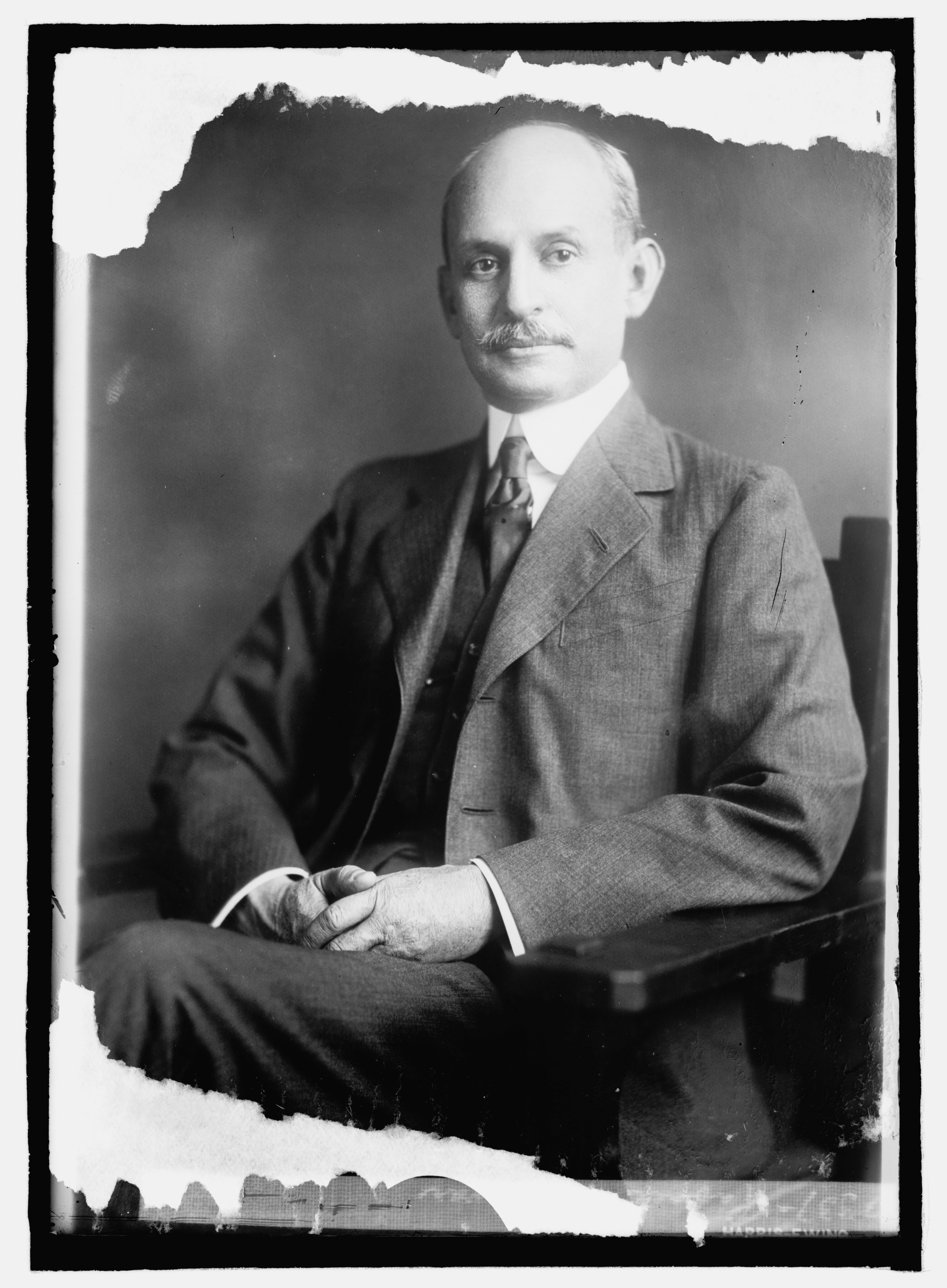
En el año de 1883, la Asamblea Legislativa y el Senado de El Salvador aprueban una nueva constitución, que permite que el Dr. Rafael Zaldívar continúe más años en el poder ejecutivo.

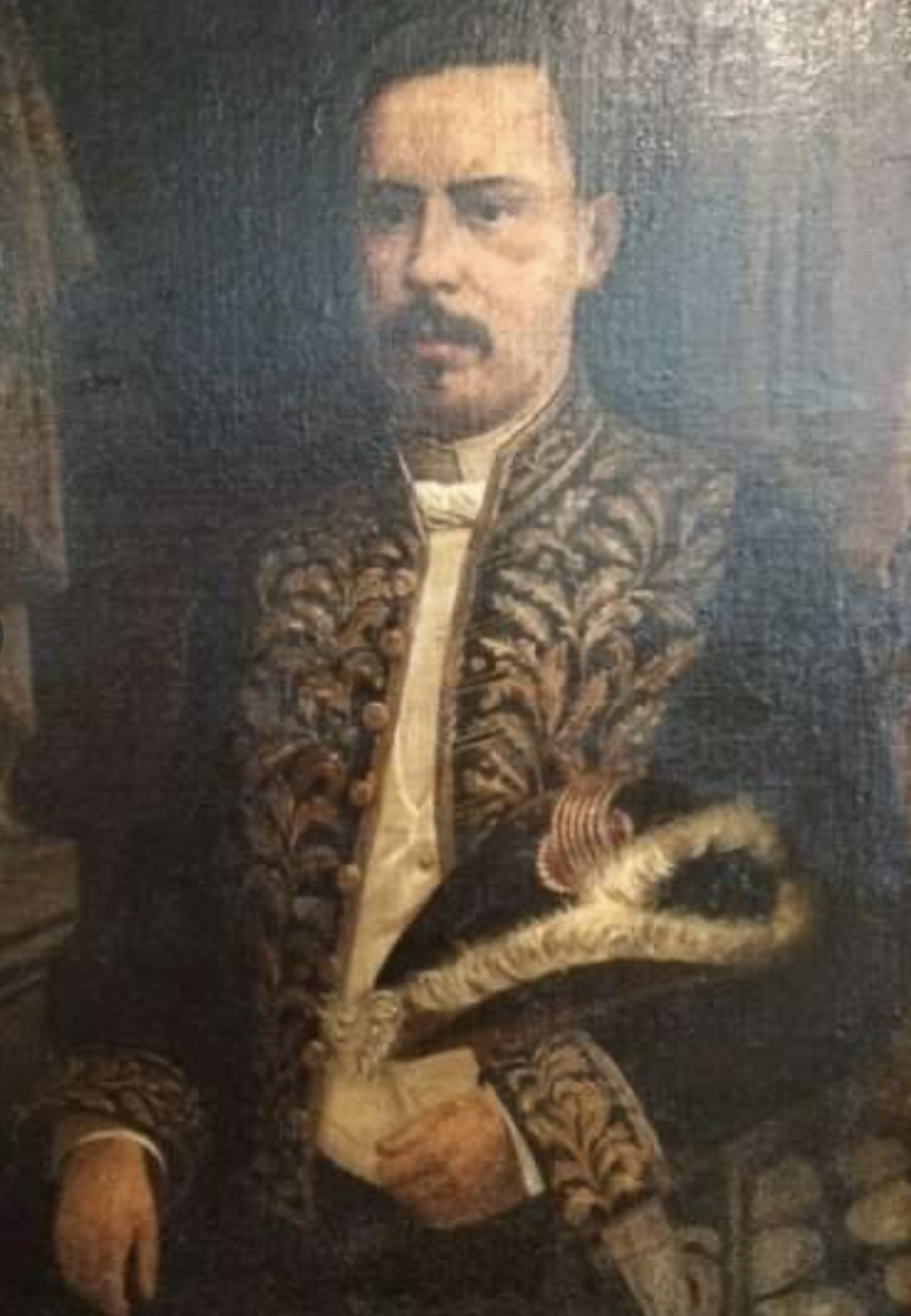
En 1876, entra al poder presidencial el médico Rafael Zaldívar, en su mandato se dieron grandes leyes de tierras comunales y ejidales.

Fue nombrado Presidente Provisional de El Salvador en 1876 después de la guerra con Guatemala que llevó a la caída de Andrés del Valle, siendo elegido poco después (en mayo) de forma definitiva como presidente para el período constitucional 1876-1880. Convocó a una Asamblea Constituyente que estableció la Constitución Política de la República de 1880, en virtud de la cual, fue reelecto para el período 1880-1884. Una nueva Asamblea Constituyente consagró la Constitución Política de la República de 1883, que permitió la reelección del presidente Zaldívar para el período 1884-1888.
En 1884, la Asamblea General le concedió licencia para ausentarse de la república por algún tiempo para, según el, mejorar su salud que estaba "quebrantada en ocho años de trabajos administrativos". En el 4 de abril, llamó al primer designado a la presidencia Ángel Guirola para que desde el 6 de abril se encargue de la presidencia hasta su regreso. La ceremonia del depósito se celebró el mismo día 6 de abril en la sala de recepciones del Palacio de Gobierno con concurrencia de altos funcionarios del estado, corporaciones civiles y militares y de particulares.

Delegación del congreso científico panamerica de El Salvador Cual participa el Dr Zaldivar.

En la madrugada del 10 de abril, salieron con dirección al puerto de La Libertad para embarcarse para Europa, pasando por los Estados Unidos de América; una numerosa comitiva de amigos acompañaron a Zaldívar hasta el puerto. Llegó al puerto de Panamá en el 15 de abril, cruzó al puerto de Colón en donde embarcó a Nueva York. En el 2 de mayo llegó a la ciudad de Washington D. C. Para el 19 de mayo, había llegado al puerto de El Havre donde fue recibido por el cónsul de El Salvador en Francia don Eugenio Pector. De aquí inició su viaje por Europa. Para la noche del 14 de agosto había llegado al puerto de San Juan del Sur en Nicaragua, siendo recibido ahí por el presidente Cárdenas. La noticia de su próximo regreso a El Salvador inició la preparación de fiestas populares que habían de celebrarlo. Desembarcó en el puerto de La Libertad en el 17 de agosto; varios comisionados por los gobiernos de Nicaragua y Honduras lo acompañaron en el camino de La Libertad a la capital donde llegó en el 18 de agosto. En el 21 de agosto de 1884, el senador encargado de la presidencia Ángel Guirola resignó el mando en Zaldívar, y una comisión compuesta por el ministro de la guerra general Mora y el ministro de instrucción pública Castro se encargó de entregarle el decreto. Para poder comprender el nacimiento de, propiamente dicho, la literatura salvadoreña, hay que situarla en el contexto histórico donde se dio. Fue con la llegada al poder en 1876 de Rafael Zaldívar que los liberales lograron imponerse a sus rivales conservadores. De esta manera asumieron la fundación de un Estado nacional prácticamente desde los cimientos, dando alguna relevancia al interés por la literatura.

### El proyecto liberal
El proyecto nacional confiaba en que el desarrollo de una economía orientada hacia la exportación agrícola —con el café como principal producto— permitiría el salto desde la "barbarie" —para los liberales sinónimo de caudillismo, religión cristiana católica y masas incultas— hacia la "civilización", sinónimo de los logros políticos y sociales de las naciones más adelantadas de Europa.

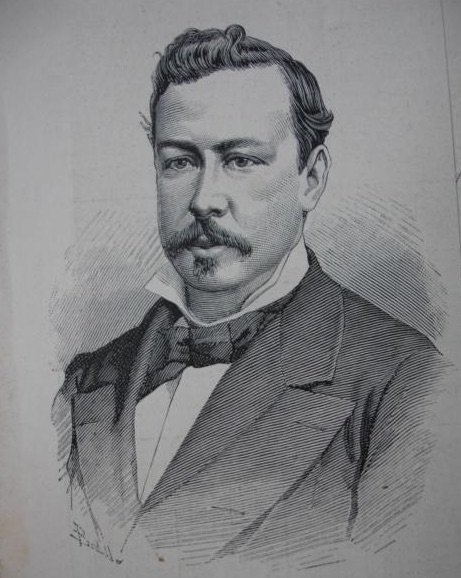
Presidente de El Salvador, Rafael Zaldívar Fue elegido presidente de El Salvador con apoyo del guatemalteco Justo R. Barrios en el año 1876, tras el derrocamiento de Andrés Valle. llevó a cabo una política de tipo anticlerical, unionista y liberal. Efectuó también importantes obras públicas en todo el país. Además, fomentó la educación pública y la industria. Logró, por otra parte, amortizar la deuda pública nacional.

Tras realizarse gran cantidad de reformas al Estado y a su estructura, el país iba perdiendo su identidad cultural indígena y se formaba en un nuevo proyecto, cambiando parámetros y concepciones de la cultura y las costumbres. Para tal efecto, era necesaria la formación de una élite ilustrada capaz de impulsar el nuevo statu quo. Encarrilando la formación académica, en 1841 se fundó la Universidad de El Salvador y en 1870 se creó la Biblioteca Nacional, dotada de una colección de comentarios a textos clásicos grecolatinos comprada por decreto oficial al cardenal italiano Lambrushini. Posteriormente el acervo de esta institución se fue enriqueciendo con obras científicas y literarias de corte más moderno. A finales del siglo XIX la Biblioteca Nacional se había fortalecido notablemente y patrocinaba la edición de obras de autores nacionales, además de contar con una revista propia. Se formó asimismo otra institución de carácter semioficial, la Academia Salvadoreña de la Lengua, que se constituyó nominalmente en 1876, aunque no entraron en funciones hasta 1914.
De forma paralela tuvo lugar una actividad cultural independiente entre miembros de las élites. Esta actividad se congregó en una serie de sociedades científico-literarias, la mayoría de breve existencia. Excepción a esta regla fue la sociedad "La Juventud", nacida en 1878. Pese a su composición minoritaria fue un foro muy activo de recepción de las últimas tendencias de las ciencias y el arte. Así fue tomando cuerpo una élite intelectual compuesta en particular por individuos provenientes de los rangos de la élites económicas. 
En el terreno científico, esta fue la época de los primeros intentos de numerar y explicar la realidad y el pasado histórico del país. En las ciencias naturales sobresalió el trabajo del médico y antropólogo David J. Guzmán, autor de la Oración a la Bandera Salvadoreña. En geografía e historia, Santiago I. Barberena aportó una obra considerable.
Aunque el énfasis del trabajo de esta época recayó en el terreno científico, sus miembros concedieron un papel muy importante a la cultura estética, en especial a la literatura. Para las élites liberales, el dominio de la palabra y la familiaridad con las últimas manifestaciones de la literatura europea —en particular la francesa— constituían las marcas inequívocas e inexcusables de superioridad espiritual. Curiosamente, esta peculiar relación con el ámbito estético contribuyó a valorar el estatus del poeta y hacer de la literatura un elemento importante en la legitimación del poder y del Estado.        
El Gobierno de El Salvador, presidido por Rafael Zaldívar, dispuso la erección de una estatua de mármol en honor a Francisco Morazán, presidente de la República Federal de Centro América, para el 15 de marzo de 1882, en vista del cuadragésimo aniversario de su muerte. La obra fue encargada al artista Francisco Durini, en Génova, Italia. Al evento fue invitado el Gobierno de Honduras, al cual se le requirió el nombramiento de un comisionado, dignidad que recayó en el Licenciado Cruz Ulloa, yerno de Morazán. Por su parte, la Cámara de Senadores del estado salvadoreño decretó el 15 de marzo como "fiesta cívica nacional". 
De acuerdo al programa oficial, en horas de la mañana del día de la develación del monumento, un número de 5.000 hombres se presentaron en valla de honor desde la Casa Presidencial de El Salvador hasta la Plaza. La comitiva del Presidente incluyó a una compañía de Zapadores, y otra de Cazadores, que presidieron al Estado Mayor; también escoltaron al mandatario alumnos de colegios, Corporación Municipal, Gobernador departamental, Jueces y otros funcionarios del Poder Judicial, representantes de la Universidad, funcionarios de Hacienda, Congresistas, Tribunal Supremo de Justicia,  Comisionados de Centroamérica,  Secretarios de Estado y Ministros extranjeros.
Acto seguido, el Presidente de la República corrió el velo del monumento en medio de las salvas de artillería, declarándolo inaugurado; posteriormente, un orador oficial ocupó la tribuna, y después lo hicieron todos aquellos que por su propia iniciativa tomaron la palabra. Al final, los veteranos sobrevivientes de las campañas del General Morazán hicieron guardia de honor al pie del monumento, y se tomó por Jefe del cuerpo al más antiguo de ellos; asimismo, hubo una parada militar en la Plaza de Armas, en la cual, una vez concluida, se rindió honores a la Bandera de la República Federal de Centro América. El estandarte fue llevado al lugar del monumento, adonde continuarían los tributos con el depósito de coronas florales y discursos de representantes de diversas entidades cívicas y gubernamentales. La jornada culminó con un banquete en el teatro de la ciudad.

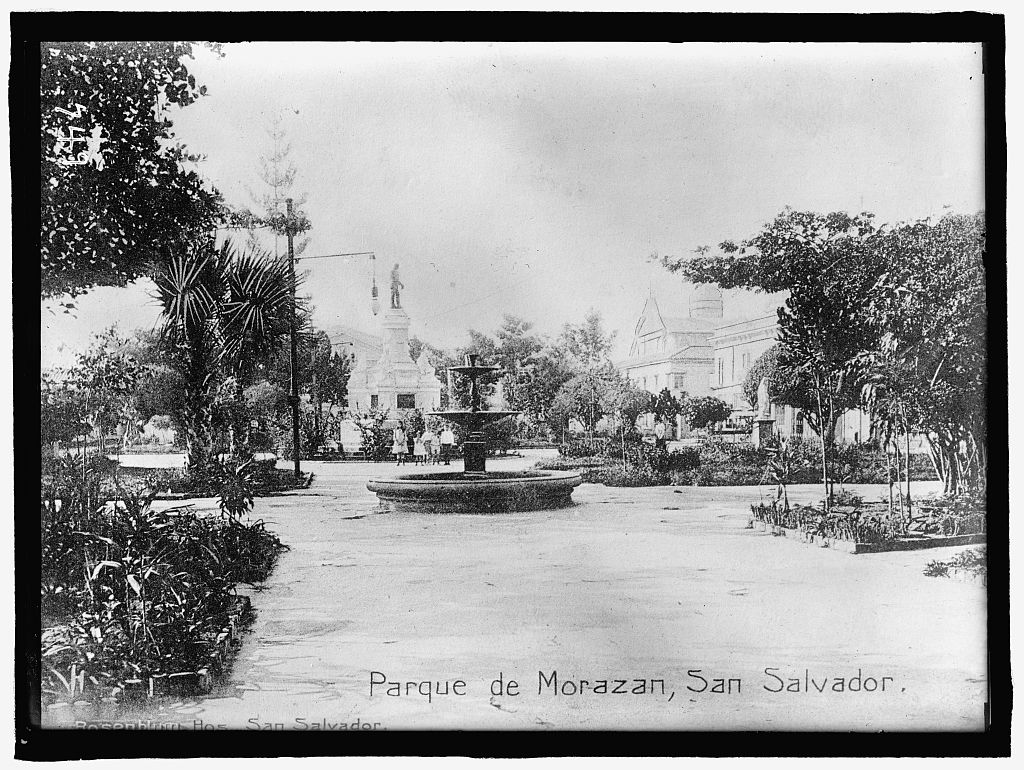
Plaza Francisco Morazán Durante la Presidencia de Zaldívar

El discurso del Presidente Zaldívar comprendía estas palabras:

Tengo grande honra declarar inaugurado el Monumento que en nombre de los salvadoreños, he hecho levantar, al más esforzado de sus caudillos y al más ilustre de los héroes...Conciudadanos: honremos la memoria de aquel esclarecido patriota, inspirándonos en las altísimas ideas y nobles sentimientos de su genio inmortal y afiliémonos  a la Santa causa que él sostuvo, que es la del progreso, y de la Unión Nacional, para que cuanto antes, veamos realizados el más ferviente deseo de los salvadoreños, la reorganización de nuestra querida Patria, Centro América, y podamos agruparnos todos bajo el pabellón bicolor, que es la más gloriosa enseña de nuestra nacionalidad.

#### Intentona de Barrios

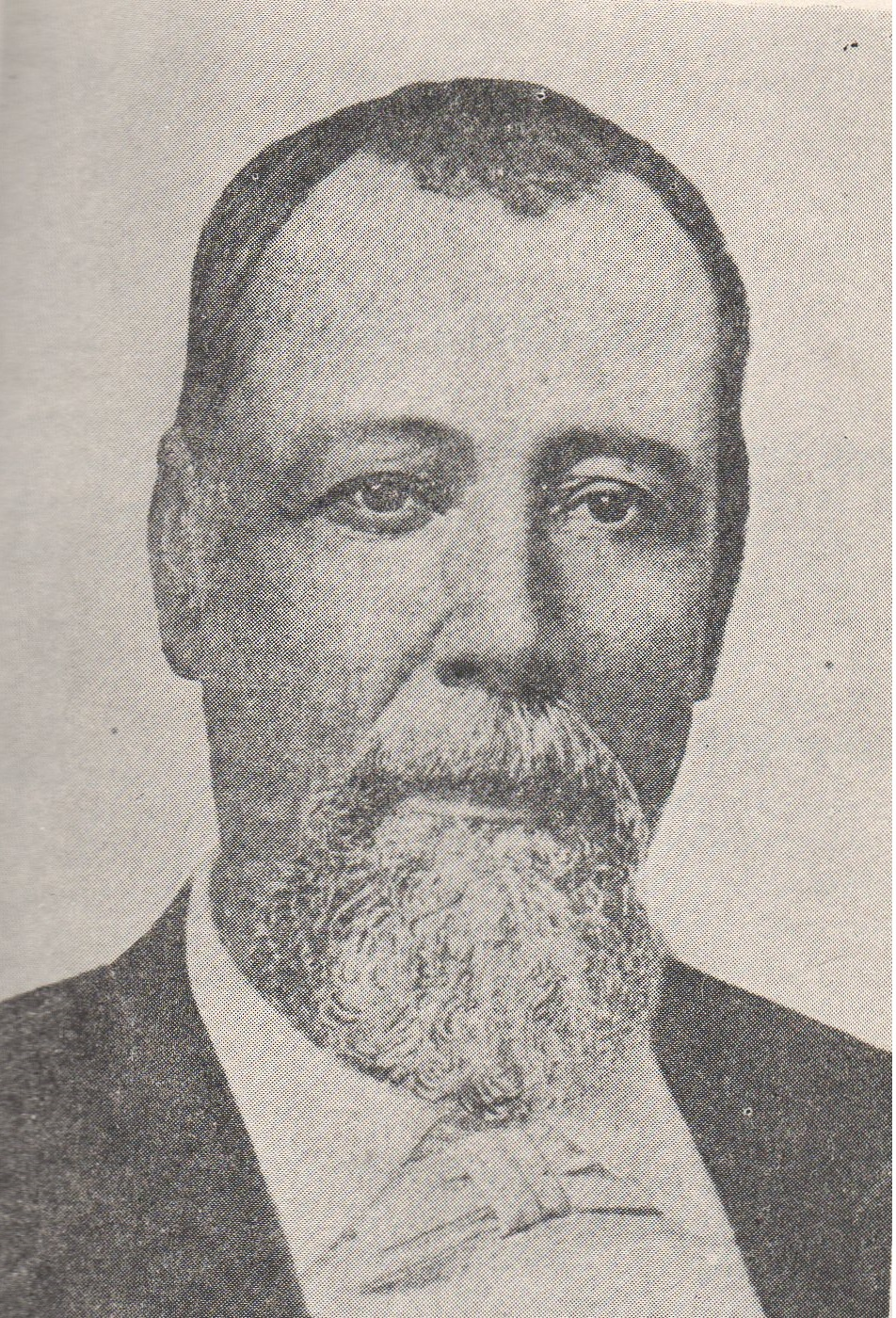
El presidente Zaldívar de El Salvador no estaba a favor de la propuesta de renacimiento de la República Central Unificada acordada por sus antecesores y decidió retirarse de la Unión. Fue un opositor a la idea de la reunificación centroamericana que pretendía el presidente guatemalteco Justo Rufino Barrios. Quien al principio fueron aliados y terminaron enemistados

Junto a Guatemala y Honduras se propuso la creación de una República Centroamericana; sin embargo, cuando en febrero de 1885 el presidente guatemalteco Justo Rufino Barrios proclamó el restablecimiento de la unión regional por la fuerza y se declaró jefe militar de Centroamérica, hubo reacciones muy adversas en El Salvador, Nicaragua y Costa Rica. El gobierno salvadoreño anunció su oposición a las pretensiones de Barrios y entre El Salvador, Costa Rica y Nicaragua se estableció una alianza defensiva, que obtuvo el apoyo de México. Durante la Revolución liberal de abril de 1871, dos generales divisionales guatemaltecos, Miguel García Granados y Justo Rufino Barrios, derrocaron al presidente Vicente Cerna y Cerna. García Granados reemplazó a Cerna y Cerna como presidente, pero se retiró en 1873 y fue sucedido por Barrios. Barrios era un firme partidario de la reunificación centroamericana y quería hacerse presidente de una América Central reunida.[cita requerida] Los líderes liberales guatemaltecos se inspiraron en Otto von Bismarck, quien tuvo éxito uniendo a los alemanes bajo Prusia en 1870, viendo la relación de Prusia con los estados alemanes más pequeños como equivalente a la relación de Guatemala con los otros países centroamericanos.  En 1876, Barrios sugirió que los representantes de las cinco repúblicas se reunieran para discutir la posibilidad de la reunificación. Los delegados se reunieron en Ciudad de Guatemala, sin embargo, una guerra entre El Salvador y Guatemala puso fin a las discusiones sobre la reunificación. Durante la guerra, Barrios invadió El Salvador y obligó al presidente Andrés del Valle y al vicepresidente Santiago González a dimitir. En las siguientes elecciones presidenciales de junio de 1876, Rafael Zaldívar fue elegido como presidente de El Salvador. El 7 de marzo, el presidente de El Salvador, Rafael Zaldívar, excitó la apertura de sesiones extraordinarias del Congreso.
El 14 de marzo, se instalaron las Cámaras de Diputados y Senadores y en seguida fue instalada legalmente la Asamblea General de la República y abrieron sus sesiones. Contra todas las previsiones de Barrios, el presidente de El Salvador emitió un manifiesto en el que se rechazan los planes de Barrios, sin embargo, sometió el decreto de Barrios a la consideración de los representantes. Las cámaras decretaron el rechazo del decreto de Barrios, se autorizó omnímodamente al Presidente para defender al país, se declararon traidores a la patria a todos los salvadoreños que acepten o ayuden al gobierno guatemalteco y se declaró en estado de sitio la república entera. Además de esto, se declaró traidor a la patria al general Francisco Menéndez por apoyar a Barrios. Después de la sesión, el presidente dirigió un manifiesto a los salvadoreños que concluye:

Salvadoreños: permaneced unidos  y preparaos para no consentir que la planta de los traidores huelle el suelo de la patria, mostrando así que sabéis conservar incólumes vuestra independencia y libertad.
Rafael Zaldívar

Para poner en práctica sus planes, Barrios invadió El Salvador en marzo de 1885, mientras tropas de Costa Rica y Nicaragua se aprestaban a enfrentarse con las de Honduras. Sin embargo, la Intentona de Barrios terminó súbitamente, ya que el presidente guatemalteco murió en la batalla de Chalchuapa, poco después de que sus tropas invadieran El Salvador. Después de la muerte de Barrios, Alejandro M. Sinibaldi se convirtió en presidente interino de Guatemala, que fue sucedido por Barillas poco después. Zaldívar fue derrocado el 22 de junio por Francisco Menéndez. El presidente de Costa Rica Próspero Fernández Oreamuno murió en el cargo durante la guerra y fue sucedido por Bernardo Soto Alfaro.
El apoyo a la reunificación en Guatemala disminuyó tras la muerte de Barrios.

#### Revuelta de Menéndez

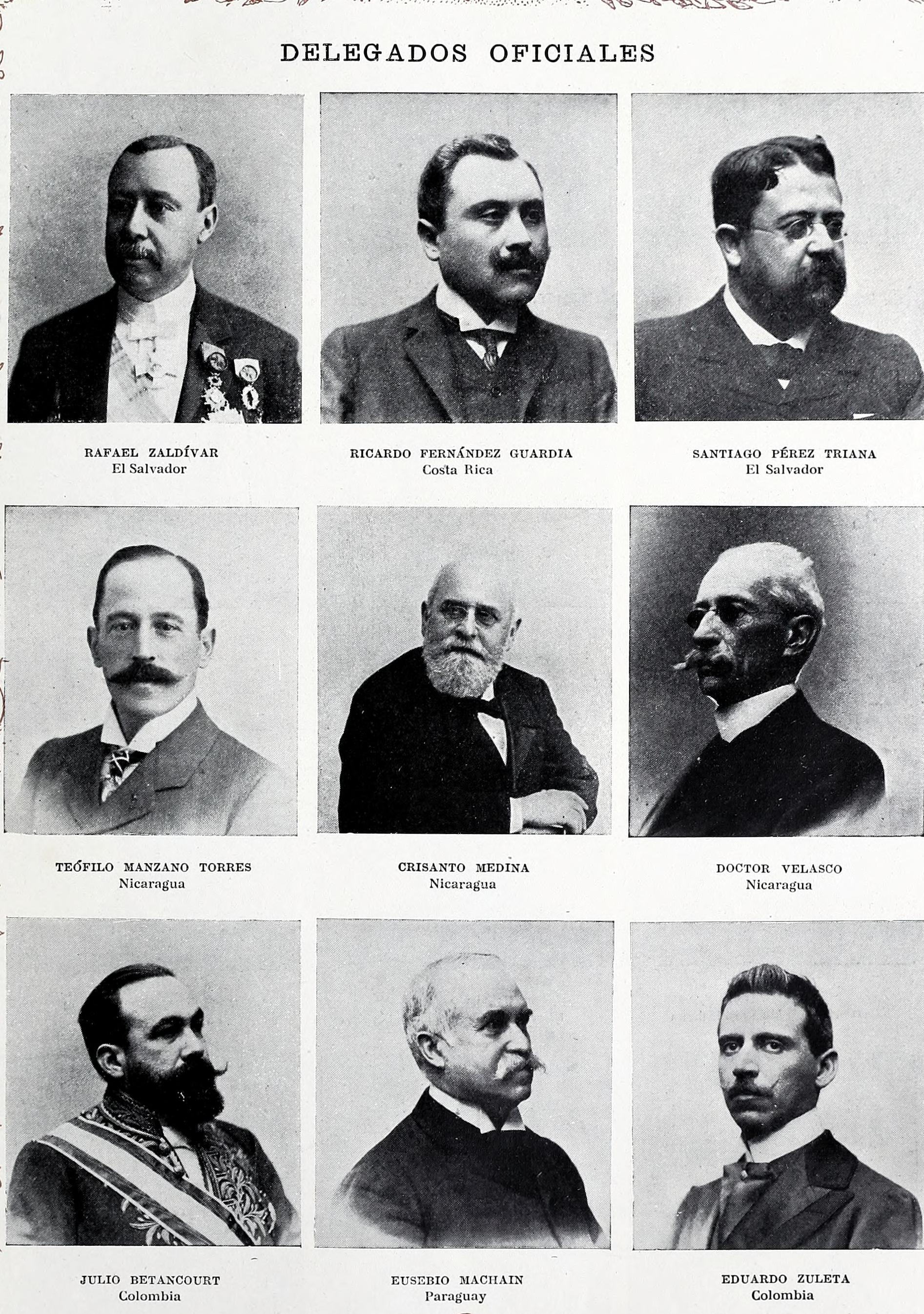
Blanco y Negro, Delegados oficiales del Congreso Hispanoamericano de 1900, primero en la fila el Dr Zaldívar

En el 11 de mayo de 1885, el gobierno tuvo aviso de que una facción encabezada por el general Francisco Menéndez y don Estanislao Pérez se había organizado en la frontera de Guatemala con los salvadoreños que habían emigrado desde la intentona de Barrios. Ocuparon la ciudad de Chalchuapa y luego se hallaban en la aldea de San Antonio, a una milla de Santa Ana.
El gobierno mandó aumentar las guarniciones de los departamentos de occidente e hizo salir varias compañías a la ciudad de Coatepeque para reunir allí un cuerpo de ejército para resistir la facción. También ordenó concentrar otras compañías a Ahuachapán.
La facción intentó tomar la villa de Atiquizaya en el 12 de mayo, pero la guarnición de la plaza compuesta de 50 hombres los rechazaron. El mismo día por la noche intentó apoderarse de Santa Ana, pero fue rechazado por la guarnición compuesta de 400 hombres al mando del general Narciso Avilés. Tras el fallecimiento de Justo Rufino Barrios, varios salvadoreños que estaban en contra de la administración de Zaldívar y que habían formado parte de la Intentona de Barrios fueron liderados por el general Francisco Menéndez Valdivieso para deponer a Zaldívar, contando con el apoyo del presidente guatemalteco Manuel Lisandro Barillas, tal movimiento empezó el 10 de mayo de 1885.
Menéndez llegó rápidamente hasta Chalchuapa sin encontrar resistencia y posteriormente ocupó los cantones de Portezuelo y aldea San Antonio (actualmente barrio); mientras tanto a cargo de la defensa de la ciudad se encontraban el gobernador departamental general Narciso Avilés y el general Pedro Escalón, a la plaza pública se le había rodeado de barricadas que cerraban todas las bocacalles y se había ocupado la parroquia central para el mismo fin.
Los días 12, 13 y 14 de mayo se libraron combates en el cantón aldea San Antonio y en el barrio Santa Lucía. Posteriormente Menéndez amenaza a los generales Avilés y Escalón con incendiar la ciudad sino se rindiesen, a la vez le prende fuego a la casa del general Montalvo. Al darse cuenta el general Pedro Escalón que su hijo Potenciano Escalón es parte de los rebeldes, convence al general Avilés de rendirse, por lo que Avilés decide marchar a San Salvador.
El 14 de mayo el general Francisco Menéndez ocupó la ciudad santaneca y estableció ahí su cuartel general, a las 2 de la tarde de ese día están ya las tropas rebeldes formadas en la plaza bajo el liderazgo del general Estanislao Pérez; en la ciudad santaneca el general Estanislao Pérez le propondría a Menéndez proclamarse presidente, lo que al principio rehusó pero posteriormente lo efectuó; ese mismo día 14 de mayo, Zaldívar dejó la presidencia y en su lugar se nombró al segundo designado a la presidencia Fernando Figueroa.
El 15 de mayo la municipalidad y el vecindario de la ciudad desconocen la autoridad de Zaldívar y del presidente Figueroa (entre los firmantes de dicha acta estarían el expresidente Andrés del Valle y el general Pedro Escalón). Posteriormente los demás municipios del departamento santaneco harían lo mismo; el 16 de mayo asume como presidente provisorio Francisco Menéndez en la ciudad de Santa Ana y nombra al general Estanislao Pérez como ministro de guerra.
Desde San Salvador se envió a Santa Ana una columna de guerra de 200 hombres que eran comandados por el general Carlos Molina, que se enfrentaron a 60 hombres comandados por el coronel Máximo Salguero en el paso del Bejuco, siendo las tropas gubernamentales derrotadas por lo que retrocedieron a Coatepeque. Posteriormente dichas tropas estacionadas en Coatepeque serían reforzadas con un contingente de 700 efectivos al mando del general Adán Mora y luego por más batallones que irían llegando en los siguientes días.

El 16 de mayo el gobierno provisional presidido por Francisco Menéndez crea una junta consultiva de guerra, que estaría integrada por Manuel Gallardo, Carlos Bonilla, Emeterio Ruano y Pablo Orellana. Ese mismo día las tropas rebeldes comandadas por José Domingo Arce y Mardoqueo Sandoval ocupan el departamento de Sonsonate.
El 23 de mayo, con la idea de negociar la paz, se reunieron en el área llamado El Molino (que está inmediato a Santa Ana) como representantes de los revolucionarios los doctores Manuel Gallardo y Jacinto Castellanos, y de parte del gobierno los generales Santiago González y Miguel Yudice. Las negociaciones continuaron hasta el día 25 de ese mes cuando el general Yudice se movió a Coatepeque a pedir vía telégrafo nuevas instrucciones de la presidencia; pero las negociaciones no llegaron a un resultado definitivo por lo que la guerra continuó.
El 31 de mayo una tropa rebelde proveniente de Santa Ana y comandada por Crescencio Castellanos se apodera de Suchitoto; en los días siguientes caerían a manos de los rebeldes las poblaciones de Chalatenango, Cojutepeque y Ahuachapán. El 17 de junio los generales Adán Mora y Carlos Molina, que se encontraban con sus tropas en Coatepeque, se rinden ante los rebeldes.
Poco después, en el 14 de mayo, entregó la presidencia al segundo designado, general Fernando Figueroa, luego salió del país para dirigirse al exilio en Francia.

## Sobre las Leyes de Extinción de los Ejidos y de las Comunidades de los Indígenas

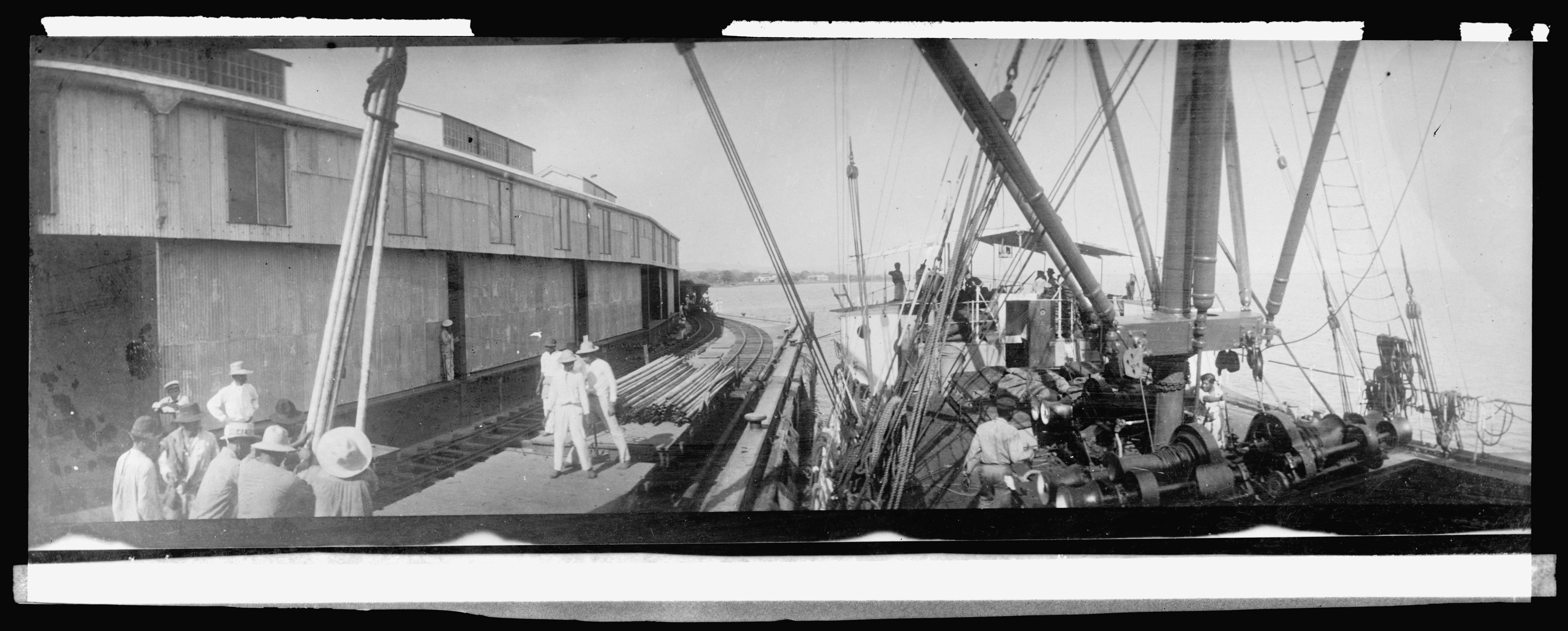
Las Leyes de Extinción de los Ejidos y de las Comunidades de los Indígenas fueron la antesala de lo que se conoció como la "Revolución del Café". Puerto de La Unión cargando café, El Salvador. (circa 1918)

Durante su gobierno promulgó las leyes de extinción de las tierras comunales y ejidales de 1881 y 1882 que implicaron la expropiación de los ejidos de las municipalidades y de las tierras de las comunidades indígenas. Según el periodista y escritor Néstor Martínez, se habla de 281,294 hectáreas o 2,812.94 kilómetros cuadrados, de tierras repartidas en 12 departamentos, ya que 2 no presentaron informe oficial, 13 por ciento de esta tierra está localizada en los departamentos de Sonsonate y Ahuachapán. Estas tierras fueron vendidas a 3 pesos por manzana en 1881. fue así que durante el Gobierno del Dr. Rafael Zaldívar (1876-1885), la Asamblea Legislativa aprobó la Ley de Extinción de Comunidades (1881) y la Ley de Extinción de Ejidos (1882), en las cuales afectarían los ejidos y los terrenos comunales de los indígenas ya que ellos eran los propietarios de dichas tierras, sin embargo el gobierno de Zaldívar expropió los terrenos a costa del uso de abogados usando la estafa y el chantaje emocional debido a que los campesinos e indígenas poseían un cierto grado alto de analfabetismo, en lo cual muchos abogados se aprovecharon de esa coyuntura para despojarlos de sus tierras y para darlas a los grandes terratenientes.
En la década de 1880's varias familias cafetaleras fueron emergiendo debido a los altos grados de exportación de café, y al bajo pago hacia los campesinos tomando rumbo del control de la política salvadoreña. Muchos apodaron a esta oligarquía como "Las 14 Familias" ya que estas familias latifundistas provenían de los 14 departamentos del país, sin embargo estos hechos han sido desmentidos por algunos historiadores ya que ellos alegan que era una expresión usada por escritores de la época ya que no hubo indicios de que existieron dichas familias, sino lo que hubo son solo familias cafetaleras comunes, la inmigración asiática, palestina, israelita, española, italiana, francesa, alemana y estadounidense fortaleció la oligarquía ya impuesta desde el siglo XIX ya que muchas personas de estas nacionalidades emergerían sus empresas en El Salvador dando así el inicio de nuevas familias oligarcas salvadoreñas; se reconoce a Zaldívar  
como  una figura clave en lo que más tarde se conoció como la "Revolución del Café". Fue Rafael Zaldívar quien introdujo reformas que allanaron el camino para el cultivo a gran escala. Bajo la administración de Zaldívar, las tierras vírgenes se convirtieron en tierras de cultivo. Esto se hizo al permitir la venta de tierras indígenas. La resistencia resultó de los indígenas, pero fue sofocada por el gobierno de Zaldívar, principalmente mediante la creación y luego el despliegue de una fuerza policial rural.

## Obras humanitarias

Señor Dr. Don Rafael Zaldívar.

Durante su presidencia se abrió el Asilo de Ancianos Sara Zaldívar, en una propiedad donada por la esposa del presidente. Allí, con la ayuda de otros millonarios de la época como el Señor León Dreyfus, del Banco de Occidente recaudaron fondos para este proyecto para los ancianos e indigentes. Este lugar todavía está funcionando en la colonia Costa Rica de la ciudad de San Salvador.